# Mieszkanie Plus
Mieszkanie Plus – rządowy, ogólnopolski program budowy tanich mieszkań.

## Charakterystyka
Program funkcjonował od 2016 do lutego 2019 roku i zastąpił program Mieszkanie dla młodych. W przeciwieństwie do poprzednich programów mieszkaniowych: Rodzina na Swoim oraz Mieszkanie dla młodych, Mieszkanie Plus polegał nie na wsparciu do kredytu hipotecznego, lecz budowie tanich mieszkań pod najem. Program został powołany uchwałą Rady Ministrów z dnia 27 września 2016 roku, która określiła działanie Narodowego Programu Mieszkaniowego. Jednym z jego filarów jest właśnie Mieszkanie Plus. Program zakończono w lutym 2019, zastępując go nowym programem Mieszkanie dla Rozwoju mającym inne zasady.
Według doniesień prasowych głównym powodem zakończenia programu był brak jego skuteczności. Kontrola NIK zakończona w 2022 r. wykazała fiasko programu oraz brak oczekiwanych efektów, w tym znaczącego wpływu na poprawę warunków i rozwiązanie problemów mieszkaniowych lokalnych społeczności.

### Komercyjny i subsydiowany charakter
14 września 2017 roku Włodzimierz Stasiak, wiceprezes Banku Gospodarstwa Krajowego Nieruchomości ogłosił, że program będzie składał się z dwóch elementów:
- komercyjnej, bez cen regulowanych przez rząd, realizowanej na prywatnych gruntach przez BGK Nieruchomości – program ten nosi nazwę „Mieszkania dla rozwoju”[7],
- rządowej, z cenami regulowanymi, realizowaną na gruntach Skarbu Państwa przez Krajowy Zasób Nieruchomości – jest to część właściwa Mieszkania Plus.

### Podstawy prawne
Działanie rządowej części programu Mieszkanie Plus reguluje ustawa z dnia 20 lipca 2017 roku o Krajowym Zasobie Nieruchomości. Mieszkania mają powstać na gruntach należących do Skarbu Państwa. Najem będzie realizowany w formie krótko- i długoterminowej. Ma także istnieć opcja dojścia do własności. Czynsze mają być regulowane za pomocą rozporządzenia Prezesa Rady Ministrów. Oprócz opłaty za najem przewidziana jest także opłata eksploatacyjna.

## Historia
29 stycznia 2018 r. premier Morawiecki powołał Radę Mieszkalnictwa, której głównym celem ma być koordynacja działań służących usprawnieniu realizacji polityki mieszkaniowej w ramach programu Mieszkanie Plus.
Pierwsze osiedle powstałe w ramach programu oddano 28 kwietnia 2018 roku. Składa się z 96 lokali i położone jest w Siedleminie, 5 km od Jarocina.
Program zakończono w lutym 2019, zastępując go nowym programem Mieszkanie dla Rozwoju mającym inne zasady.

## Galeria realizacji

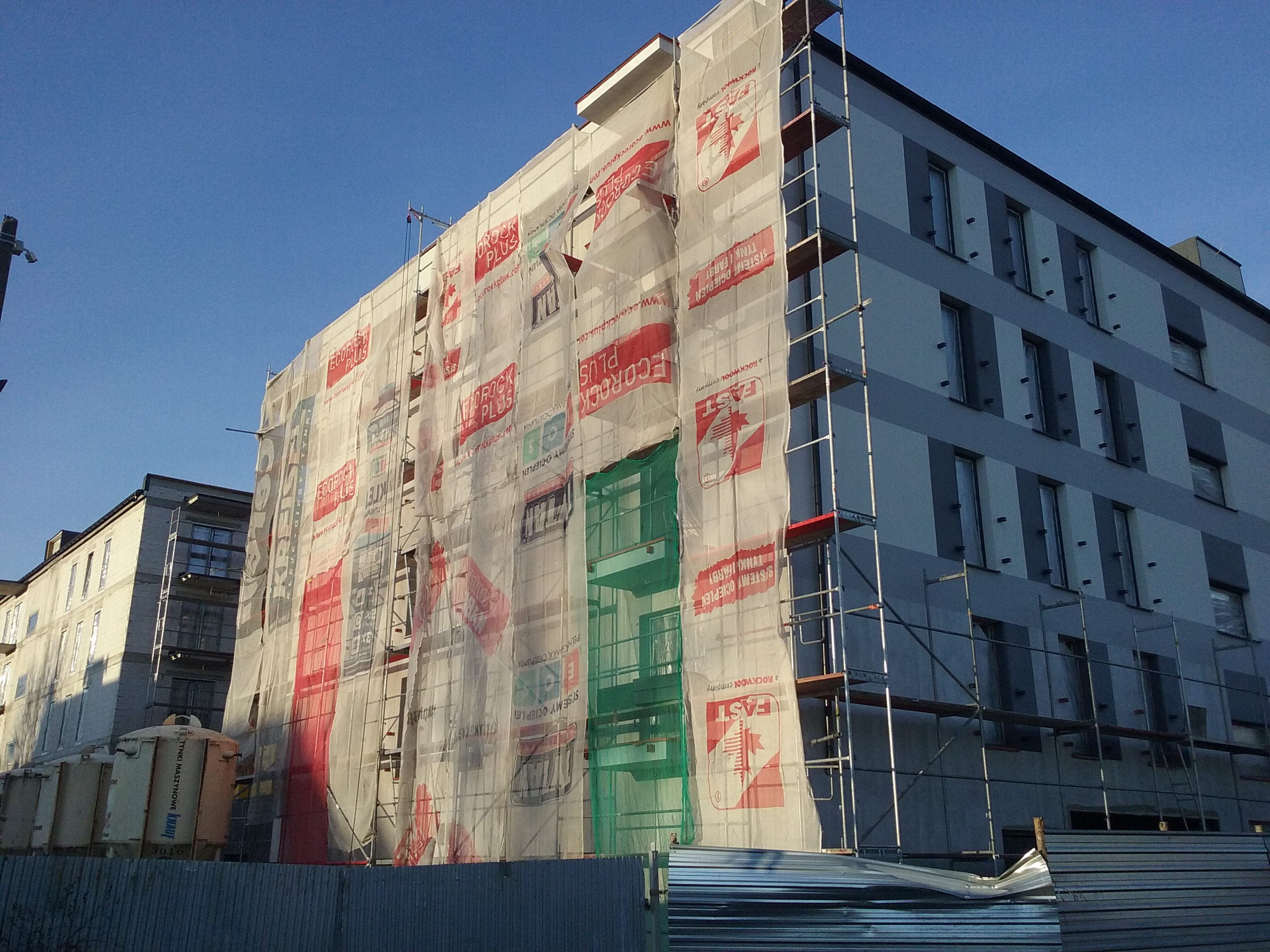
Bloki mieszkalne programu przy ul. Borek w Tomaszowie Mazowieckim (grudzień 2020)
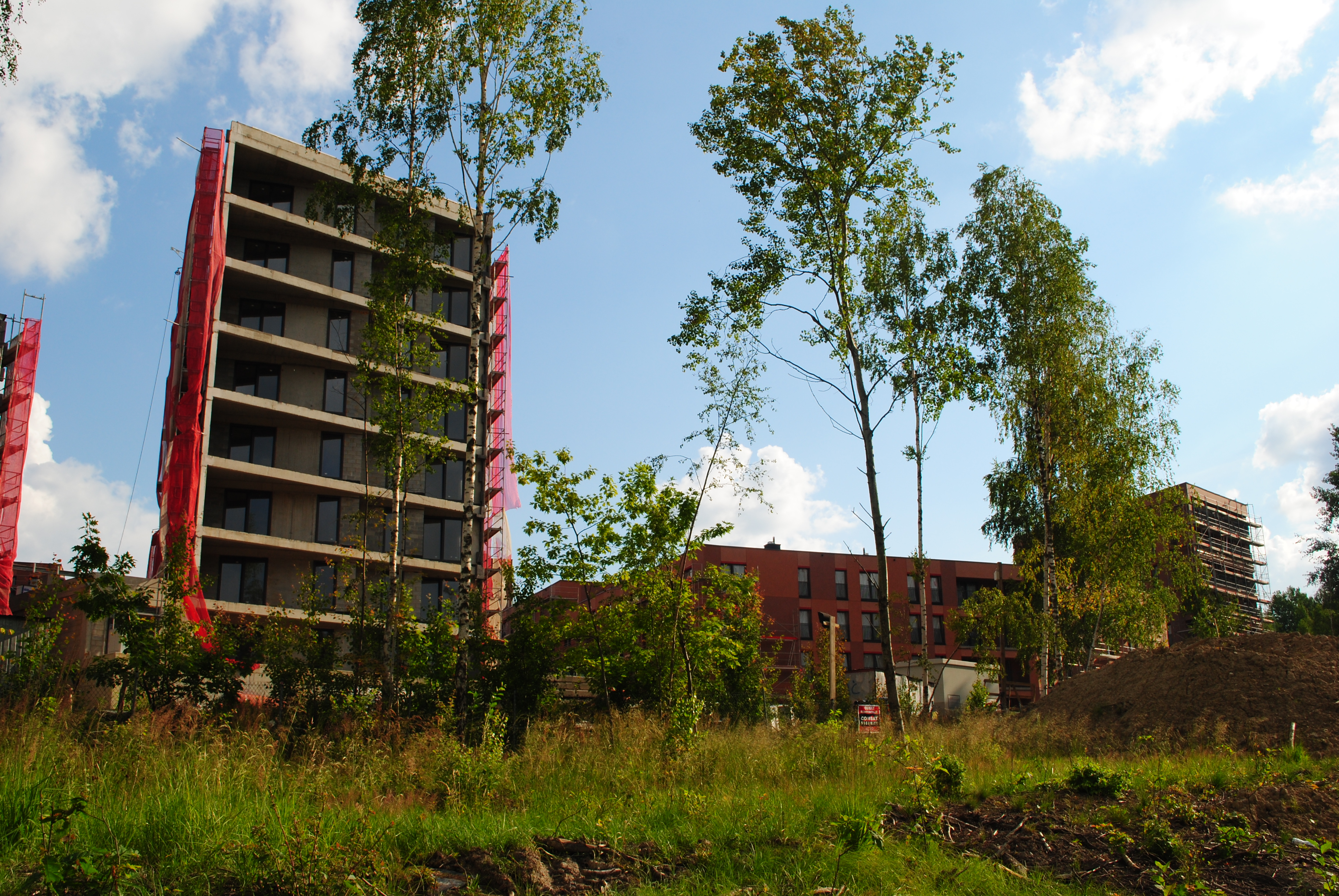
Osiedle Nowy Nikiszowiec (lipiec 2020)
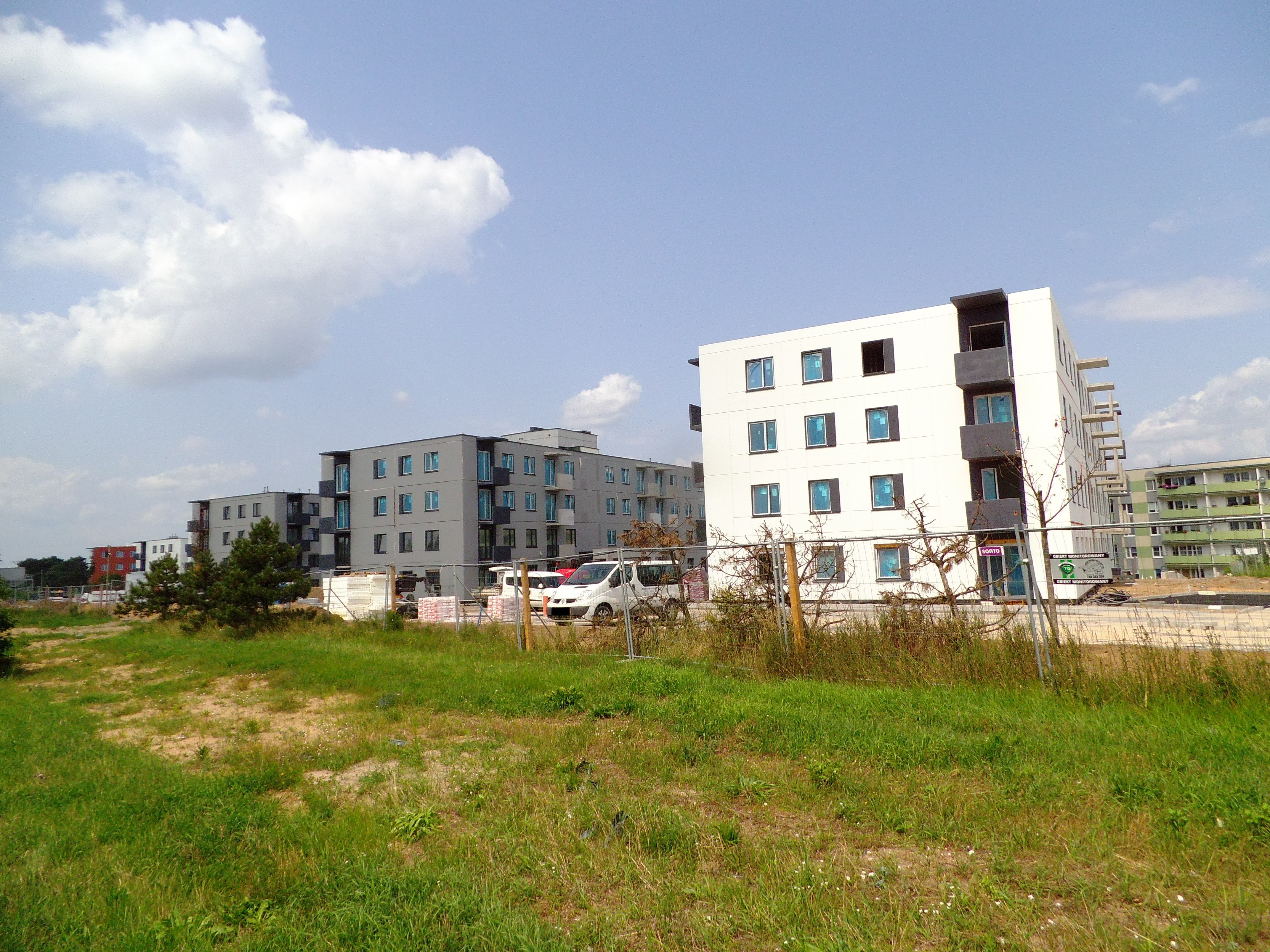
Budowa Mieszkania Plus na Podgórzu w Toruniu (lipiec 2021)